# Marangu Kitowo
Marangu Kitowo ist ein Verwaltungsbezirk (Ward) des Distrikts Rombo in der tansanischen Region Kilimandscharo.

## Geografie
Marangu Kitowo liegt im Nordosten von Tansania östlich des Kilimandscharo an der Grenze zu Kenia. Im Süden grenzt der Bezirk an Kisale Masangara, im Südwesten an Katangara Mrere, im Westen an Olele und im Norden an Kirongo Samanga.
Bei der Volkszählung 2022 lebten 7539 Menschen in 2012 Haushalten auf einer Fläche von 18,3 Quadratkilometern.

## Gliederung
Marangu Kitowo besteht aus zwei Gemeinden (Mtaa) mit dreizehn Orten (Kitongoji):
| Marangu - Saseni - Chamti - Kifumu - Mkomta - Mkomta Kati - Marangu Kati - Maringitini | Kitowo - Masekini - Kitongoria - Simbalo - Tavarini A - Tavarini B - Kasurwa |

## Wirtschaft und Infrastruktur
- Bildung: Die Maki Secondary School ist eine staatliche weiterführende Schule, die Mädchen und Burschen bis zur 4. Stufe ausbildet.[7][8]
- Verkehr: Die Grenze im Westen entlang verläuft die asphaltierte Nationalstraße T21, die östlich des Kilimandscharo nach Kenia führt.[9]